# Этникос (футбольный клуб, Ассиа)
Этникос Ассиа (греч. Εθνικός 'Ασσιας) — кипрский футбольный клуб, базировавшийся в муниципалитете Ассиа, относящийся к району Фамагуста. Клуб был основан в 1966 году. После турецкого вторжения на Кипр в 1974 году, Этникосу пришлось покинуть родной город и теперь команда играет домашние матчи на стадионе Макарио в Никосии. Сезон 2013/2014 команда проводит во Третьем дивизионе.
Клуб трижды принимал участие в Первом дивизион Кипра (главном), последним сезоном для команды в нём стал чемпионат 2001/2002 годов.

## История выступлений
| Сезон   | Дивизион | Место |
| ------- | -------- | ----- |
| 2008/09 | B        | 14-е  |
| 2009/10 | C        | 10-е  |
| 2010/11 | C        | 1-е   |
| 2011/12 | B        | 8-е   |
| 2012/13 | B        | 14-е  |
| 2013/14 | C        |       |

## Достижения
- Третий дивизион Кипра по футболу
  - Победитель (1): 2010/2011